# Маклин, Мэттью
Мэ́ттью Ма́клин (англ. Matthew Macklin), род. 14 мая 1982 года в Бирмингеме, Великобритания) — британский боксёр-профессионал, выступающий в средней весовой категории (англ. Middleweight). Чемпион Европы в среднем весе (по версии EBU, 2009—2010).

## Профессиональная карьера
На профессиональном ринге Маклин дебютировал в ноябре 2001 года, после того как успешно занимался кёрлингом.
Проведя 9 победных поединков за два года, вышел на ринг за звание чемпиона Англии во втором полусреднем весе по версии BBBofC.
В мае 2005 года завоевал титул чемпиона Ирландии, нокаутировав Майкла Монагана.
В сентябре 2006 года, в поединке за титул чемпиона Великобритании, проиграл нокаутом соотечественнику Джейми Муру (24-3).
14 марта 2009 года, Маклин нокаутировал Уэйна Элкока (19-3) и завоевал титул чемпиона Британии в среднем весе.
В следующем поединке, в сентябре 2009 года, Маклин нокаутировал в первом раунде финна Амина Асикаинена (26-2), и завоевал титул чемпиона Европы по версии EBU.
Мэттью провёл ещё три победных поединка против опытных боксёров, и в июне 2011 года вышел на бой за звание супер чемпиона мира по версии WBA с немцем, Феликсом Штурмом. Бой вышел очень напряжённый и конкурентный. Раздельным решением судей победу присудили немцу.    Решение вызывало массу споров..
Убедительное противостояние против суперчемпиона WBA, подняло Маклина в рейтингах, несмотря на официальное поражение, британец встретился с королём среднего веса, аргентинцем, Серхио Мартинесом. В бою с аргентинцем за титул чемпиона по версии The Ring. Первая половина боя проходила в равной борьбе, Мартинес проявлял активность только по мере необходимости. В значительной мере подстегнул Серхио нокдаун в 7-м раунде, в который он отправился после точного бокового Мэклина, дополненного спотыканием самого аргентинца. Увеличив количество выбрасываемых ударов, Мартинес завладел преимуществом после случившегося, и в конце 11-го раунда его усилия воплотились в два нокдауна Мэттью, отправлявшегося на настил после левых аргентинца. В довершение ко всему, британец обзавелся рассечением, и угол не выпустил его на финальную трехминутку.
В сентябре 2012 года, Маклин нокаутировал в первом раунде бывшего чемпиона, Жоашена Альсина, и снова вернулся в элиту среднего веса.
29 июня 2013 года Маклин в ранге претендента на пояс WBA встретился с действующим чемпионом мира Геннадием Головкиным. В конце первого раунда Маклин пропустил левый хук Головкина и устоял лишь благодаря канатам. В третьем раунда Головкин прижал Маклина к канатам и завершил серию ударов тяжёлым нокаутом в область печени.
В ноябре 2013 года Маклин вернулся в ринг победой над американцем Ламаром Руссом (14-0).
В сентябре 2014 года, Маклин в тяжёлом бою победил близким решением судей, малоизвестного испанского боксёра, Хосе Ебеса.